# Nezumia longebarbata
Nezumia longebarbata is een straalvinnige vissensoort uit de familie van rattenstaarten (Macrouridae). De wetenschappelijke naam van de soort is voor het eerst geldig gepubliceerd in 1933 door Roule & Angel.